# Reforma Universitária de Córdova

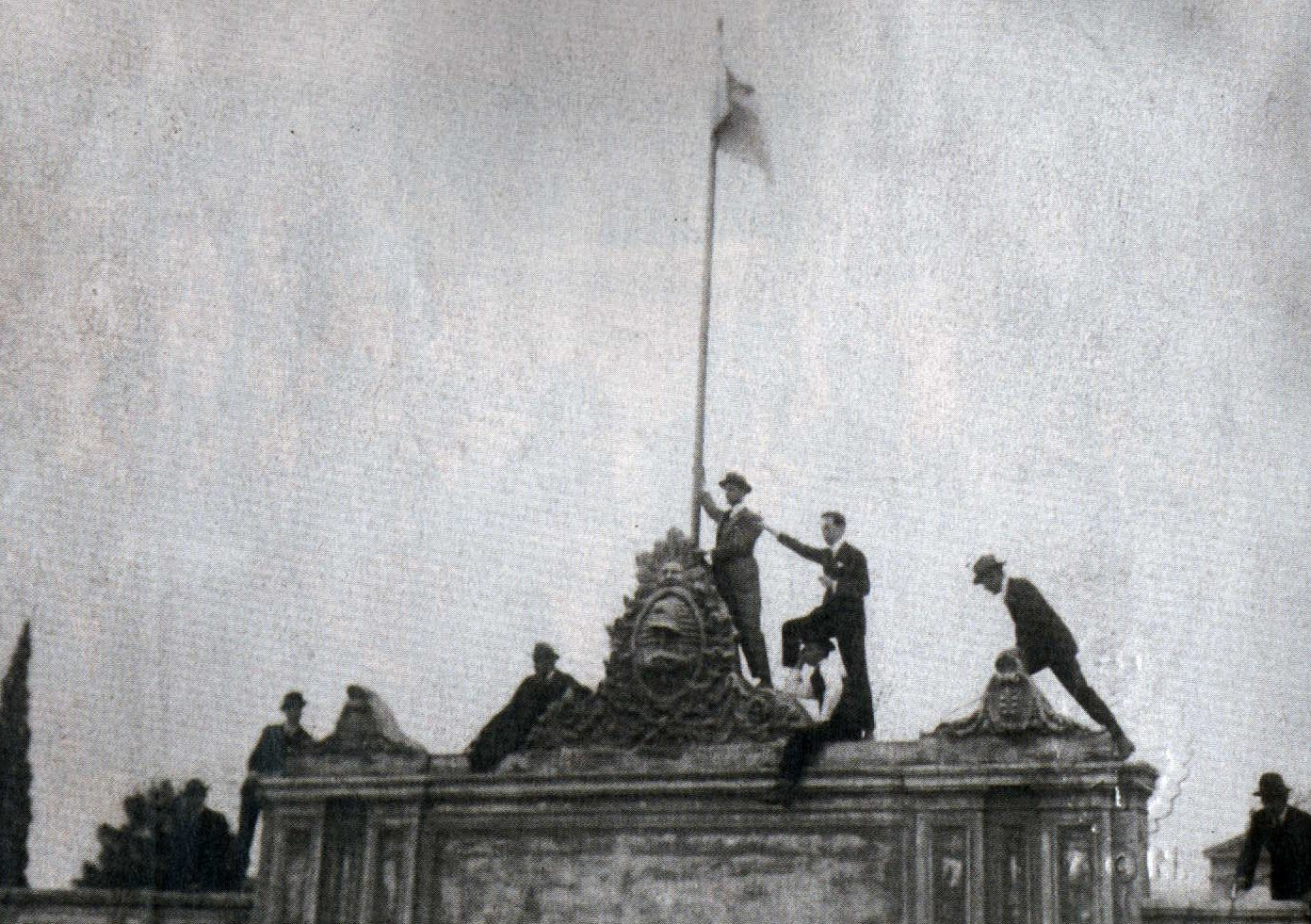
Estudantes tomam a Universidade de Córdova e içam a bandeira da Argentina.

A Reforma Universitária de Córdova, também conhecida como Reforma Universitária de 1918, foi um movimento estudantil que se iniciou na Universidade Nacional de Córdova (Argentina) em 1918 que deu direito a todos fazerem universidade sem concurso no país.
O ensaio que deu origem a Reforma Universitário de Córdova foi produzido por estudantes da Universidade Nacional de Córdova, que viam a instituição e na cidade um atraso em relação ao ideal de modernização do país e uma contraposição a cidade de Buenos Aires, representante dessa modernidade. O documento, chamado La Juventude Argentina de Córdoba a los Hombres Libres de Sudaméricas, pode ser encontrado no site da CLACSO (Consejo Latinoamericano de Ciencias Sociales).